# Лана Басташич
Лана Басташич (на босненски: Лана Басташић) е босненска журналистка, драматург, поетеса и писателка на произведения в жанра драма и лирика.

## Биография и творчество
Лана Басташич е родена на 27 август 1986 г. в Загреб, Югославия. Израства в Баня Лука. Следва английска филология и журналистика във Филологическия факултет на Университета на Баня Лука. Получава магистърска степен по културология във Факултета по изящни изкуства на Белградския университет.
След дипломирането си заминава за Прага, където получава международен сертификат за преподавателка по английски език. После отива в Барселона, където се заселва. В Барселона издава и редактира каталунското литературното списание „Carn de cap“ (Месо от главата). През 2016 г. в Барселона основава с испанския професор по литература Борха Багуня школата за творческо писане „Escola Bloom“ на испански, каталунски и английски език, която ръководи.
Първият ѝ сборник „Трајни пигменти“ (Устойчиви пигменти) е издаден през 2010 г.
Нейните разкази са включени в регионални антологии и списания в цяла бивша Югославия. Разказите ѝ са печелили състезанието „Зижо Диздаревич“ във Фойница, наградата на журито на фестивала „Carver: Where I'm Calling From“ в Подгорица, и на фестивала „Ulaznica“ в Зренянин. През 2014 г. печели първа награда за непубликуваната си стихосбирка „Naivni triptih o Bosni i umiranju“ (Наивен триптих за Босна и умирането) на Дните на поезията в Зайчар. Печели награда за най-добра епубликуванапиеса на босненски драматург в Сараево и наградата за поезия „Targa Centro“ на ЮНЕСКО в Триест през 2013 г.
През 2015 г. издава самостоятелно сборника за деца „Nastja crta sunce“ (Настя рисува слънцето).
Дебютният ѝ роман „Uhvati zeca“ (Хвани заека) е публикуван през 2018 г. Той е история за две босненски жени и тяхното сложно приятелство, неговото преоткриване и намирането на собствената идентичност. Романът е номиниран за 65-ата награда на седмичния вестник „NIN“ за най-добър роман годината и за наградата „Биляна Йованович“. През 2020 г. книгата получава наградата за литература на Европейския съюз като представител на Босна и Херцеговина.
Пише в различни жанрове: разкази, детски разкази, поезия, сценични пиеси и романи.
Била е гост-автор в Сараево през 2019 г., във фондация „Санта Мадалена“ в Тоскана през 2020 г., и в „Literaturhaus Zürich“ и фондацията PWG в Цюрих през 2021 г.
Инициатор е на проекта „3+3 сестри“, който популяризира литературното творчество на жените от балканския регион. Член е на ПЕН центъра на Босна и Херцеговина.
Лана Басташич живее в Белград и Загреб.

## Произведения

### Самостоятелни романи
- Uhvati zeca (2018)

### Сборници
- Trajni pigmenti (2010)
- Vatrometi (2011)
- Mliječni zubi (2020)

### Поезия
- Naivni triptih o Bosni i umiranju (2014)

### Детска литература
- Nastja crta sunce (2015) – сборник с приказки